# Ужовник
Ужовник (лат. Ophioglossum) — род папоротников семейства Ужовниковые (Ophioglossaceae). Включает около 35 видов, распространённых по всему миру, в основном в тропических и субтропических местообитаниях, на территории России встречается четыре вида. Название Ophioglossum дословно переводится с греческого как «язык змеи».

## Описание ужовника
Ужовники получили своё название из-за того, что их спорофилл и половой побег напоминают язык змеи. Небольшие травянистые растения высотой немногим более 10 см, с короткими не ветвящимися корневищами. Листья небольшие, немногочисленные, иногда одиночные, в большинстве случаев нерасчленённые, с сетчатым жилкованием, почти сидячие или на ножке. Половой побег отходит от основания листа и завершается спорофиллом, спорангии располагаются в два ряда и заглублены в ткань спорофилла.
Половой побег часто отсутствует и растение полностью состоит из листьев. Ужовники могут не прорастать по несколько лет и жить под слоем почвы, питаясь за счёт симбиоза с грибами.

## Хромосомный набор
У представителей рода Ужовник самое большое число хромосом из всех ныне живущих организмов. Гаплоидное число хромосом внутри рода для большинства видов составляет 120, но может сильно варьировать, как, например, в популяции Ophioglossum eliminatum (30, 34 и 60). Абсолютный рекорд принадлежит Ophioglossum reticulatum с диплоидным набором в 1262 хромосомы на клетку (согласно другим данным, 1440). Большинство видов обходится гораздо меньшим числом хромосом (для сравнения: у человека их всего 46).

## Виды
Некоторые виды:
- Ophioglossum austro-asiaticum M.Nishida
- Ophioglossum azoricum C.Presl
- Ophioglossum californicum
- Ophioglossum costatum R.Br.
  - [syn.  Ophioglossum pedunculosum Desv.]
- Ophioglossum bergianum Schltdl.
- Ophioglossum costatum R.Br.
- Ophioglossum crotalophoroides Walter
- Ophioglossum engelmannii Prantl
- Ophioglossum lusitanicum L.
- Ophioglossum nudicaule L.f.
  - [syn.  Ophioglossum tenerum Mett. ex Prantl]
- Ophioglossum petiolatum Hook.
- Ophioglossum pusillum Raf.
- Ophioglossum reticulatum L.
- Ophioglossum vulgatum L. typus[1] — Ужовник обыкновенный
  - [syn.  Ophioglossum polyphyllum], [syn.  Ophioglossum pycnostichum (Fernald) Á. Löve & D. Löve]